# Śalihotra sanhita

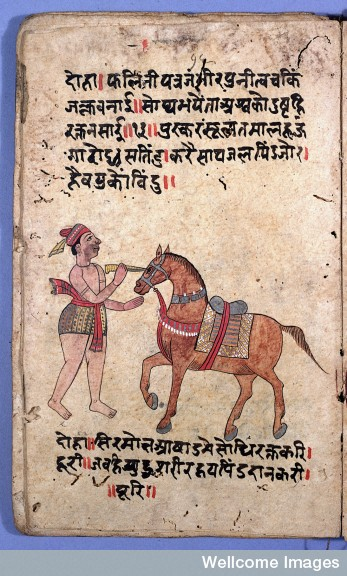
Strona z XVIII-wiecznego rękopisu Śalihotra sanhita przedstawiająca operację oka na koniu

Śalihotra sanhita – wczesny indyjski podręcznik weterynaryjny poświęcony zdrowiu i leczeniu koni (hipiatrii); napisany w sanskrycie, prawdopodobnie w III wieku p.n.e. Pierwotna wersja liczyła około 12 tys. ślok. Jego autorstwo jest przypisywane Śalihotrze, synowi Hajagośi, uważanemu według indyjskiej tradycji za prekursora nauk weterynaryjnych. Przyjmuje się, że mieszkał w Śrawasti (na granicy obecnych dystryktów Gonda i Bahrajć w stanie Uttar Pradeś). 
Dzieło zostało przetłumaczone na języki: perski, arabski, tybetański i angielski. Praca została poświęcona anatomii, fizjologii, chorobom koni oraz słoni, jak również działaniom ukierunkowanym na leczenie (m.in. zabiegi chirurgiczne) i zachowaniom zapobiegawczym. Autor opisał budowę ciała koni różnych ras i zidentyfikował szczegóły anatomiczne, dzięki którym można określić wiek konia. 